# Kenny Moore
Kenneth Clark „Kenny“ Moore (* 1. Dezember 1943 in Portland, Oregon; † 4. Mai 2022 in Kailua, Hawaii) war ein US-amerikanischer Langstreckenläufer und Sportjournalist.

## Leben
Nach dem Highschoolabschluss 1962 in Eugene immatrikulierte er sich in der University of Oregon, um in der Trainingsgruppe von Bill Bowerman zu trainieren. Da Marathonlauf kein Teil des Hochschulwettkampfsportprogramms darstellt, bekam er kein Leistungssportstipendium. 1964 wurde er Pacific-Northwest-Meister im Marathon und 1965 gewann er den Mohawk-McKenzie Marathon in seiner Heimatstadt Eugene in 2:25:03 h. 1966 machte er sein Bachelor-Examen mit Philosophie als Hauptfach. Er war nun für zwei Jahre Profi-Leichtathlet, hierbei wurde er 1967 US-Meister im Crosslauf. Im darauffolgenden Jahr gelang ihm bei Bay to Breakers sein erster von sechs Siegen in Folge. Als Zweiter der US-Meisterschaft qualifizierte er sich für den Marathonlauf der Olympischen Spiele 1968 in Mexiko-Stadt, bei dem er den 14. Platz belegte.
Anschließend wurde er für zwei Jahre eingezogen. Als prominenter Läufer musste er jedoch nicht nach Vietnam, sondern wurde nach seinem Grundwehrdienst einer Propaganda-Einheit zugeteilt. 1969 wurde er Siebter beim Fukuoka-Marathon mit dem US-Rekord von 2:13:28 h. 1970 folgten einem Sieg beim Trail’s End Marathon ein sechster Platz beim Boston-Marathon. In Fukuoka wurde er Zweiter und verbesserte seinen nationalen Rekord auf 2:11:36 h.
Nach Ende seiner Wehrpflicht immatrikulierte er sich erneut in der University of Oregon und absolvierte einen Master-Studiengang in Creative Writing, den er 1972 erfolgreich abschloss. Er trainierte weiter in der Oregon Trainingsgruppe und wurde 1971 US-Meister der AAU im Marathon. Im Jahr darauf gewann er das US-Ausscheidungsrennen für die Olympischen Spiele gemeinsam mit Frank Shorter. Beim olympischen Marathon von München wurde er Vierter in 2:15:50 h, mit gut drei Minuten Rückstand auf den Sieger Shorter und einer halben Minute Rückstand auf den Bronzemedaillengewinner Mamo Wolde. 1976 gewann er den Marine Corps Marathon, und 1977 wurde er Achter beim New-York-City-Marathon. 1979 gewann er das Great Hawaiian Footrace, einen Etappenlauf über 502 km. Dies begeisterte ihn so sehr, dass er von 1985 bis 2002 nach Kailua, Oʻahu, Hawaii übersiedelte, ehe er nach Eugene zurückkehrte.
Von 1973 bis 1980 war er Gründungsmitglied des U.S. Olympic Committee’s Athletes Advisory Council, das als Beratungsgremium des Kongress der Vereinigten Staaten entscheidenden Einfluss auf die Umgestaltung des amerikanischen Wettkampfsport durch den Amateur Sports Act of 1978 hatte.
Von 1971 bis 1980 war er Freier Mitarbeiter, von 1980 bis 1995 Redakteur Sports Illustrated. 1995 reiste er nach Äthiopien, um Mamo Wolde zu besuchen, der seit drei Jahren ohne Anklage wegen einer angeblichen Beteiligung an Verbrechen unter dem Regime von Mengistu Haile Mariam inhaftiert war. Nach seiner Rückkehr startete er mit anderen Olympiasportlern eine erfolgreiche Kampagne für eine Freilassung auf Kaution und einen fairen Prozess.
Zusammen mit Robert Towne verfasste er das Drehbuch zu dessen Film Grenzenlos (Without Limits, 1998) über Steve Prefontaine, der wie er selbst an der University of Oregon von Bill Bowerman trainiert worden war. Des Weiteren hatte er im Film Personal Best von Robert Towne eine Rolle als Wasserballspieler.

## Persönliche Bestzeiten
- 5000 m: 13:46,4 min, 29. Juli 1970, Stockholm
- 10.000 m: 28:47,6 min, 9. Juli 1970, Colombes
- Marathon: 2:11:36 h, 6. Dezember 1970, Fukuoka

## Veröffentlichungen
- Best Efforts: Stories of Great Runners and Great Races. Doubleday, 1982, ISBN 0-385-17223-0; Cedarwinds, 1998, ISBN 0-915297-10-8
- Bowerman and the Men of Oregon: The Story of Oregon’s Legendary Coach and Nike’s Co-founder. Rodale, 2006, ISBN 1-59486-190-0; ebd. 2007, ISBN 1-59486-731-3